# 로터스 에보라

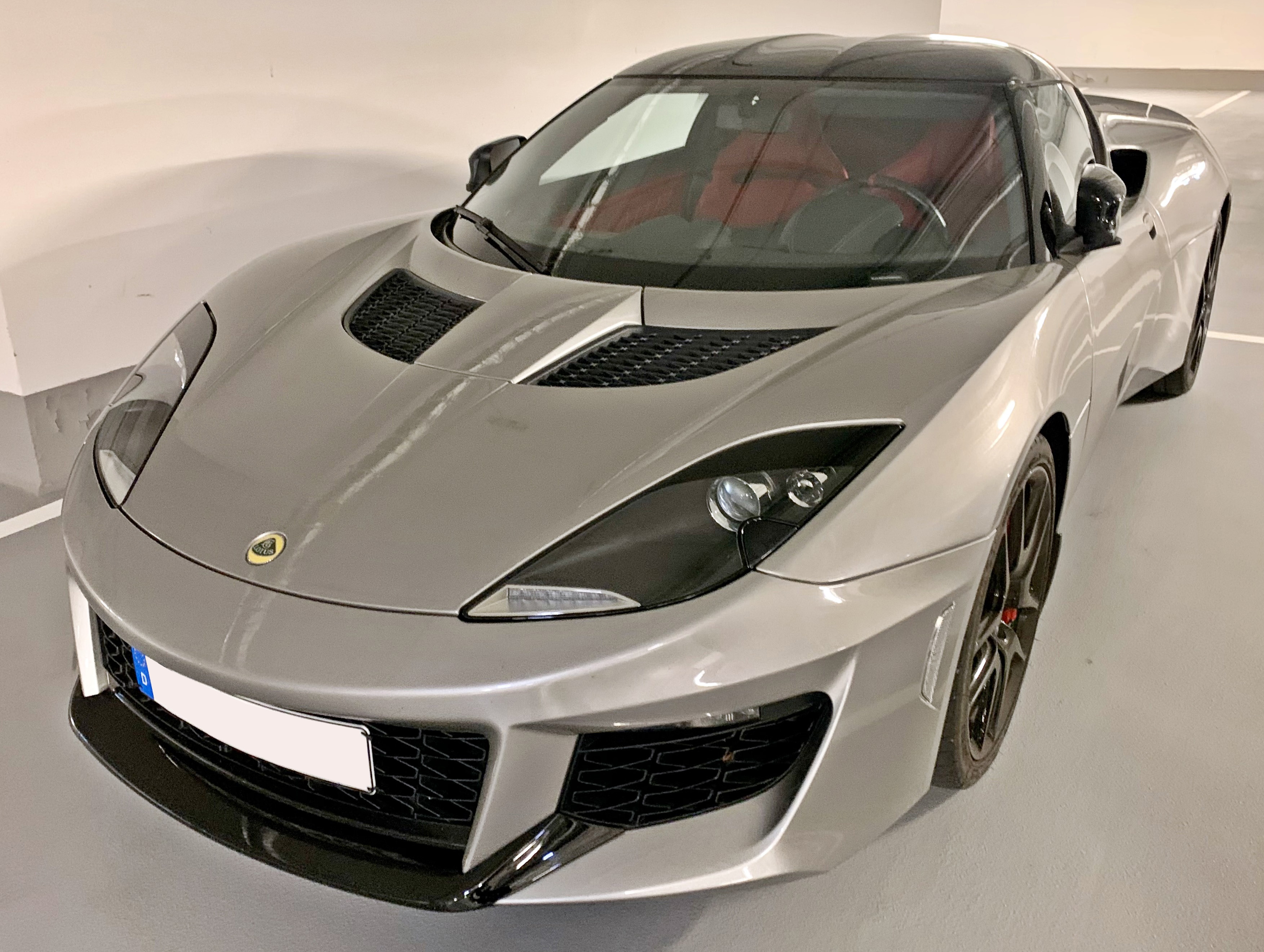
로터스 에보라

로터스 에보라(Lotus Evora, 코드명 : Eagle)는 영국 자동차 제조회사인 로터스 자동차가 생산하고 있는 스포츠카이다. 이 자동차는 2008년 7월 22일 영국 국제 모터쇼에서 처음 발표되었다. 3.5리터 6기통 토요타 2GR-FE 엔진을 장착해 280마력을 낼 수 있다.
로터스 에보라는 로터스의 생산 라인인 확장하기 위한 5개년 계획의 첫 번째 작품으로 최근의 로터스 모델인 로터스 엘리스와 후속 모델들보다 더 큰 모델이다. 에보라는 2인승으로 생산될 것이라 알려져 왔었으나, 현재 로터스 모델 중에 유일한 후륜구동 4인승 모델이다. 엔진 뒤의 트렁크는 골프 클럽 세트를 실을 수 있을 정도로 크다. 로터스는 에보라를 포르쉐 카이맨 등을 경쟁 차종으로 여기고 있다.
모델명은 "E"로 시작한다는 전통적인 로터스의 모델명법에 따라 지어졌다. 에보라는 에볼루션(Evolution), 보그(Vogue), 아우라(Aura)의 합성어이다.
판매는 2009년 여름에 시작되었다. 로터스는 연간 2000대 판매를 예상 목표로 삼고 있고 가격은 45,000유로부터 50,000유로를 조금 넘는 수준에서 결정할 것이라 알려졌다. 2010년 하반기에는 로터스 자동차 유일의 자동변속기 장착 차종인 에보라 IPS가 출시되었다. 자동변속기 선호도가 높은 아시아, 중동, 미국 시장을 겨냥하였으며, 패들시프트가 포함된 버튼식 6단 자동변속기를 장착하였다.

## 성능
- 가속성능 : 0-60마일 도달 5초 미만
- 최고속도 : 시속 257킬로미터 (시속 160마일)
- 이산화탄소 배출 : 킬로미터당 225 그램
- 연비 : 리터당 10.6킬로미터 (9.4 L/100 km; 25 mpg-US)